# التأثير البيئي للوقود الحيوي
التأثير البيئي للوقود الحيوي متنوع.

## انبعاثات الغازات الدفيئة
يُعد خفض انبعاثات الغازات الدفيئة الحافز الأكثر ذكرًا لاستخدام الوقود الحيوي مقارنةً بالوقود الأحفوري. أما كون هذا صحيحًا أم لا، فيعتمد على عوامل عديدة. أحد الانتقادات العامة للوقود الحيوي هو تغيير استخدام الأراضي، الذي قد يتسبب بانبعاثات أكثر مما يسببه استخدام الوقود الأحفوري بمفرده. ومع ذلك، فإن هذه المشكلة قابلة للإصلاح بسبب وجود الوقود الطحلبي الذي يستطيع استخدام الأراضي غير الصالحة للزراعة.
يُعد غاز ثنائي أكسيد الكربون أحد الغازات الدفيئة الرئيسية، ومع أن حرق الوقود الحيوي يسبب انبعاثات من غاز ثنائي أكسيد الكربون مماثلة لتلك الصادرة من الوقود الأحفوري العادي، تمتص المواد الخام النباتية المستخدمة في الإنتاج غاز ثنائي أكسيد الكربون من الغلاف الجوي عندما تنمو. يمتص النبات غاز ثنائي أكسيد الكربون عبر عملية تُسمى عملية التركيب الضوئي، التي تسمح بتخزين الطاقة من أشعة الشمس على شكل سكريات ونشويات. بعد تحويل الكتلة الحيوية إلى وقود حيوي وحرقها وقودًا، تنطلق الطاقة والكربون مجددًا. يمكن استخدام بعض هذه الطاقة لتشغيل المحركات، بينما يُعاد إطلاق ثنائي أكسيد الكربون مجددًا إلى الغلاف الجوي.
عند النظر في المجموع الكلي لانبعاثات الغازات الدفيئة، يجب الأخذ بعين الاعتبار عملية الإنتاج ككل، بالإضافة إلى الآثار غير المباشرة التي قد يسببها الإنتاج. يعتمد التأثير في انبعاثات ثنائي أكسيد الكربون اعتمادًا كبيرًا على أساليب الإنتاج ونوعية المواد الخام المستخدمة. يُعد حساب كثافة الكربون للوقود الحيوي عملية معقدة وغير دقيقة، ويعتمد بشكل كبير على الافتراضات التي أُجريت في الحساب. يتضمن الحساب عادةً الآتي:
- الانبعاثات الناتجة عن زراعة المواد الخام (مثل البتروكيمياويات المستخدمة في الأسمدة).
- الانبعاثات الناتجة عن نقل المواد الخام إلى المصنع.
- الانبعاثات الناتجة عن معالجة المواد الخام في وقود الديزل الحيوي.
- امتصاص انبعاثات ثنائي أكسيد الكربون من زراعة المواد الخام.
- هنالك عوامل أخرى قد تكون مهمة جدًا ولكنها لا تُؤخذ بعين الاعتبار أحيانًا، وتشمل:
- الانبعاثات الناجمة عن التغيير في استخدام الأراضي في المنطقة التي تُزرع فيها المواد الخام للوقود.
- الانبعاثات الناتجة عن نقل وقود الديزل الحيوي من المصنع إلى نقطة استخدامه.
- كفاءة وقود الديزل الحيوي مقارنةً مع الديزل القياسي (العادي).
- كمية ثنائي أكسيد الكربون المنتجة في العوادم. (يستطيع الوقود الحيوي إنتاج كمية أكبر بنسبة 4.7%).[بحاجة لمصدر]
- الفوائد الناجمة عن إنتاج منتجات ثانوية مفيدة، مثل علف الماشية أو الغليسيرين.

إذا لم يُؤخذ موضوع تغيير استخدام الأراضي بعين الاعتبار مع افتراض استخدام وسائل الإنتاج الحالية، فإن وقود الديزل الحيوي الناتج عن بذور اللفت وزيت عباد الشمس ينتج انبعاثات من الغازات الدفيئة أقل بنسبة 45% إلى 65% مقارنة بالديزل. ومع ذلك، هناك أبحاث جارية من أجل تحسين كفاءة عملية الإنتاج. يستطيع وقود الديزل الحيوي المنتج من زيت الطهي المستعمل أو غيره من الدهون تقليل انبعاثات ثنائي أكسيد الكربون بنسبة تصل إلى 85%. ما دامت المادة الخام تُزرع في الأراضي الزراعية الموجودة، فإن تغيير استخدام الأراضي يملك تأثيرًا ضئيلًا أو معدومًا في انبعاثات الغازات الدفيئة. على أي حال، هناك مخاوف بشأن تأثير زيادة إنتاج المواد الخام بشكل مباشر في معدل إزالة الغابات. تؤدي إزالة الأشجار هذه إلى إطلاق الكربون المُخزن في الغابة والتربة وطبقات الخث. ان كمية انبعاثات غازات الدفيئة الناتجة عن إزالة الغابات كبيرة جدًا لدرجة أن الفوائد الناتجة من خفض الانبعاثات (الناتج عن استخدام الديزل الحيوي وحده) ستكون مهملة لمئات السنين. بناء على ذلك، قد يسبب الوقود الحيوي الناتج عن المواد الخام مثل زيت النخيل انبعاثات ثنائي أكسيد الكربون بنسبة أعلى بكثير من بعض أنواع الوقود الأحفوري.

## التلوث
في الولايات المتحدة، يُعد الديزل الحيوي الوقود البديل الوحيد ولذي أتم بنجاح متطلبات اختبار الآثار الصحية (المستوى الأول والمستوى الثاني) من قانون الهواء النظيف (1990).
يستطيع الديزل الحيوي أن يقلل انبعاثات الجسيمات المعلقة المباشرة من العوادم، وهي جزيئات صغيرة من منتجات الاحتراق الصلب، في المركبات ذات المرشحات الجسيمية بنسبة تصل إلى 20% مقارنة مع وقود الديزل منخفض الكبريت (أقل من 50 جزءًا بالمليون). يجري تخفيض انبعاثات الجسيمات نتيجة للإنتاج بنحو 50% مقارنة بالديزل الأحفوري.

## التحلل الحيوي
قارنت دراسة أجرتها جامعة إيداهو معدلات التحلل الحيوي للديزل الحيوي، والزيوت النباتية النقية، ومزيج الديزل الحيوي والديزل النفطي، ووقود الديزل ثنائي الأبعاد النقي. باستخدام تراكيز منخفضة من المنتج للتحلل (10 أجزاء بالمليون) في محاليل المُغذيات والحمأة المعدلة، أثبتوا أن وقود الديزل الحيوي يتحلل بنفس معدل التحكم في سكر العنب وأسرع بخمسة أضعاف مقارنة بوقود الديزل وذلك خلال مدة 28 يومًا، وأن مزيج الديزل الحيوي قد ضاعف معدل تحلل وقود الديزل من خلال الأيض المشترك. درست تلك الدراسة تحلل التربة باستخدام 10 آلاف جزء بالمليون من الديزل الحيوي والديزل النفطي، ووجدت أن الديزل الحيوي يتحلل بمعدل يساوي ضعفي معدل تحلل الديزل النفطي في التربة. في جميع الأحوال، أُثبت أن وقود الديزل الحيوي يتحلل أيضًا بشكل أكبر من وقود الديزل، الذي أنتج مواد وسيطة غير قابلة للتحلل. بيّنت دراسات السميّة للمشروع نفسه عدم وجود أي وفيات، بالإضافة إلى وجود عدد قليل جدًا من الآثار السامة على الجرذان والأرانب بوجود ما يصل إلى 5000 مغ/كغ من وقود الديزل الحيوي. لم يُظهر الديزل النفطي أيضًا أي وفيات عند نفس التركيز، ومع ذلك، فقد لوحظت آثار سامة مثل تساقط الشعر وتغير لون البول بتراكيز أعلى من 2000 مغ/لتر لدى الأرانب.

## التحلل الحيوي في البيئات المائية
نظرًا إلى ازدياد استخدام الديزل الحيوي، فلا بد من النظر في كيفية تأثير الاستهلاك في نوعية المياه والنظم الإيكولوجية المائية. وجدت الأبحاث المُختصة بمعرفة قابلية التحلل الحيوي لأنواع وقود الديزل الحيوي المختلفة أن جميع أنواع الوقود الحيوي التي خضعت للدراسة (بما فيها زيت بذور اللفت النقي والمنتجات الإسترية المعدلة) كانت مركبات «قابلة للتحلل الحيوي بسهولة»، وكان لها معدل تحلل حيوي مرتفع نسبي في الماء. بالإضافة إلى ذلك، قد يؤدي وجود وقود الديزل الحيوي إلى زيادة معدل التحلل الحيوي للديزل عن طريق الأيض المشترك. كلما زادت نسبة وقود الديزل الحيوي في مخاليط الديزل الحيوي/الديزل، كان تحلل الديزل أسرع. بيّنت دراسة أخرى باستخدام الظروف التجريبية الخاضعة للرقابة أيضًا أن إسترات ميثيل الأحماض الدهنية، وهي الجزيئات الأولية في وقود الديزل الحيوي، تحللت بسرعة أكبر من الديزل النفطي في مياه البحر.

## انبعاثات الكربونيل
عند أخذ كمية الانبعاثات الناتجة عن الوقود الأحفوري والوقود الحيوي بعين الاعتبار، تركز الأبحاث عادةً على الملوثات الرئيسة مثل الهيدروكربونات. من المُعترف به عمومًا أن استخدام وقود الديزل الحيوي بدلًا من الديزل يؤدي إلى انخفاض كبير في انبعاثات الغازات المنظمة، ولكن هناك نقصًا في معلومات المنشورات البحثية حول المركبات غير المُنظمة التي تلعب أيضًا دورًا في تلوث الهواء. ركزت إحدى الدراسات على الانبعاثات غير القياسية لمركبات الكربونيل الناتجة عن حرق مزيج الديزل النقي والديزل الحيوي في مركبات الديزل القوية. بيّنت النتائج أن انبعاثات الكربونيل الناتجة عن الفورمالديهايد، والأسيتالديهيد، والأكرولين، والأسيتون، والبروبالديهايد، والبوتيرالدهيد كانت أعلى في مخاليط  الديزل الحيوي من الانبعاثات الناتجة من الديزل النقي. يؤدي استخدام وقود الديزل الحيوي إلى ارتفاع انبعاثات الكربونيل ولكنه يؤدي إلى انخفاض اجمالي انبعاثات الهيدروكربون، التي قد تكون أفضل كمصدر بديل للوقود. أُجريت دراسات أخرى تتعارض مع هذه النتائج، ولكن من الصعب إجراء مقارنات بسبب عوامل مختلفة تتنوع بين الدراسات (مثل أنواع الوقود والمركبات المستخدمة). ذُكر في إحدى الصحف العلمية التي قارنت بين 12 مقالة بحثية حول انبعاثات الكربونيل الناتجة عن استخدام وقود الديزل الحيوي، ووجدت أن 8 من هذه المقالات ذكرت زيادة انبعاثات مركب الكربونيل بينما أظهرت 4 منها العكس. هذا دليل على أنه لا يزال هناك الكثير من البحوث المطلوبة عن هذه المركبات.